# Казакс, Максис
Максис Казакс (латыш. Maksis Kazāks; 10 мая 1912, Рига—19 июня 1983, Торонто) — латышский баскетболист.

## Карьера
Участник олимпийских игр 1936, на которых выступил в 3 матчах, а латышская сборная заняла 15-е место. Он тоже участвовал в чемпионате Европы в 1939, на котором латыши завоевали серебряную медаль.
Сыграл 34 матча за латышскую сборную. Представитель клуба ЛВКА.

## Судьба после окончания карьеры
После окончания карьеры он эмигрировал в Германию, потом в Англию и поселился в Канаде. На эмиграции он был активным деятелем спортивных организаций.
Скончался 19 июня 1983 в Торонто.